# 百叶蔷薇
百叶蔷薇（学名：Rosa centifolia）为蔷薇科蔷薇属下的一个种。

## 扩展阅读
- 維基物種上的相關：百叶蔷薇